# Johanna von Koczian
Johanna von Koczian, née le 30 octobre 1933 à Berlin où elle meurt le 13 février 2024, est une actrice et danseuse allemande.

## Biographie
Elle grandit à Salzbourg, Autriche, où l'acteur Gustaf Gründgens lui offre un rôle au Festival de Salzbourg. Elle a ensuite joué le rôle d'Anne Frank au théâtre Schiller de Berlin, mais sa percée au cinéma a été son rôle dans le remake de 1957 de Victor et Victoria. Elle a joué dans 60 films et émissions de télévision depuis 1955. Elle a joué dans le film Le Mariage de monsieur Mississippi, qui a été inscrit au 11e Festival international du film de Berlin.
Elle est la fille d'un soldat allemand, Gustav Freiherr von Koczian-Miskolczy (1877, Brünn – 1958, Oberndorf) et de son épouse Lydia Alexandra. Après un bref mariage avec le réalisateur Dietrich Haugk qui s'est soldé par un divorce en 1961, Johanna von Koczian a été mariée au producteur de musique Wolf Kabitzky, décédé en juillet 2004. Elle est la mère de l'actrice allemande Alexandra von Koczian.

## Filmographie
- 1957 : Viktor und Viktoria de Karl Anton
- 1958 : Wir Wunderkinder de Kurt Hoffmann
- 1959 : Bezaubernde Arabella d'Axel von Ambesser
- 1959 : La Fille de Capri (For the First Time) de Rudolph Maté
- 1961 : Le Mariage de monsieur Mississippi (Die Ehe des Herrn Mississippi) de Kurt Hoffmann
- 1965 : Belles d'un soir (Das Liebeskarussell) de Rolf Thiele
- 1966 : Longues jambes, longs doigts (Lange Beine – lange Finger) d'Alfred Vohrer